# Max Wolf
Maximilian Franz Joseph Cornelius Wolf (Heidelberg, 21 de junio de 1863 - id., 3 de octubre de 1932) fue un astrónomo alemán que aplicó la fotografía a la búsqueda de asteroides, descubriendo 228 de ellos.

## Biografía
Trabajando en el Observatorio de Heidelberg-Königstuhl, del que acabó siendo director en 1909, descubrió 248 asteroides (20 junto a otros astrónomos), siendo el primero (323) Brucia, en 1891. Fue pionero en la aplicación de la fotografía astronómica para automatizar el descubrimiento de asteroides en oposición al clásico método visual. En las fotografías de larga exposición los asteroides se muestran como cortas líneas debido a su movimiento respecto del fondo fijo de las estrellas facilitando su detección. La adopción de este método aceleró enormemente el descubrimiento de asteroides.
Entre sus múltiples descubrimientos está (588) Aquiles, el primer asteroide troyano descubierto 1906, así como otros dos troyanos: (490) Veritas, (659) Néstor y (884) Príamo. Además descubrió (887) Alinda en 1918 asteroide que hoy día se sabe que cruza la trayectoria de la Tierra.
El Centro de Planetas Menores acredita sus descubrimientos como M. F. Wolf; correspondiendo las iniciales M. Wolf a Marek Wolf.
Descubrió o codescubrió algunos cometas incluyendo 14P/Wolf y 43P/Wolf-Harrington.

## Premios y reconocimientos
- El cráter lunar Wolf[2] lleva su nombre
- Los asteroides Maximiliana y Wolfiana también se nombraron en su honor.